# Serieåret 1910

## Händelser

### Juni
- 20: The Dingbat Family av George Herriman publiceras för första gången i Hearsts tidningar, syndikerad av föregångaren till King Features Syndicate[1]

### Juli
- 26: förmodat ursprung till George Herrmans Krazy Kat, när katten dyker upp i kanten till en ruta av The Dingbat Family.[2]

## Födda
- 18 januari - Martin Goodman (död 1992), amerikansk förläggare, grundare av Marvel Comics.
- 24 januari - Noel Sickles (död 1982), amerikansk serieskapare och reklamillustratör.
- 14 mars - Torvald Gahlin (död 2006), svensk skämt- och serietecknare.
- 29 maj - Klaus Nordling (död 1986), finländsk-amerikansk serieskapare, mest känd för Lady Luck.
- 8 juni - C. C. Beck (död 1989), amerikansk serieskapare, mest känd för Captain Marvel.
- 17 juni - Raymond Poïvet (död 1999), fransk serietecknare.
- 2 september - Paul Reinman (död 1988), amerikansk serieskapare.